# 愛宕號重巡洋艦

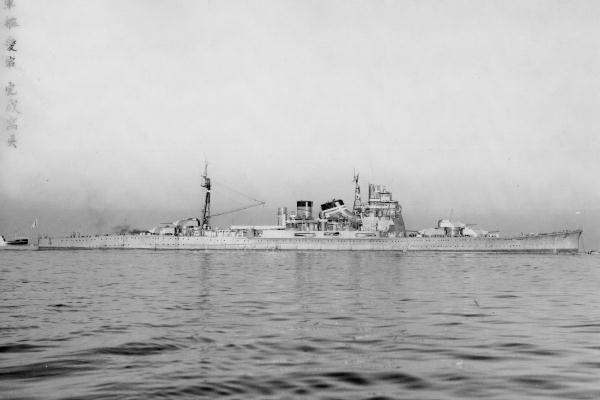
進行近代化改裝後的「愛宕」。於昭和14年（1939年）11月30日，在橫須賀軍港拍攝。

愛宕（あたご）是大日本帝國海軍（以下為日本海軍）的重巡洋艦。高雄型2號艦。艦名來自京都府的愛宕山，亦為繼承自上一代在未完成就被迫停工的天城型巡洋戰艦3號艦。在日本海軍中為第3艘使用該名稱的艦艇。另外，這名稱亦由海上自衛隊的愛宕型護衛艦（あたご型護衛艦）1號艦「愛宕（あたご）」所繼承。從太平洋戰爭開始，到1944年（昭和19年）10月的雷伊泰灣海戰中沉沒為止，「愛宕」幾乎一直作為第二艦隊旗艦，連金剛型戰艦、長門型戰艦及大和型戰艦等主力艦隻也在其指揮之下。
由於在建造期間突然趕工，所以竣工日期較1號艦的「高雄」為早。因此高雄型重巡洋艦亦被稱為愛宕型。

## 艦歷
一等巡洋艦「愛宕」於1927年（昭和2年）4月28日在吳海軍工廠動工，1930年（昭和5年）6月16日下水。在初代艦長佐田健一大佐的指揮下於昭和7年（1932年）3月30日開始服役。4月16日在犬養毅首相為首的政府高官乘坐下於東京灣上巡航。同年12月，由第2代艦長高橋伊望大佐的指揮下編入第2艦隊第4戰隊。
昭和8年（1933年）8月26日在横濱近海舉行的特別大演習內的觀艦式中，「鳥海」（先導艦）、「愛宕」、「高雄」及「摩耶」作為昭和天皇所乘坐乗的戰艦「比叡」的供奉艦參列。
昭和11年（1936年）10月25日，御召艦「比叡」以及供奉艦「時雨」及「白露」到達神戶港，「鳥海」、「愛宕」及「足柄」發射禮砲以迎接天皇。26日，昭和天皇行幸廣島縣江田島的海軍兵學校，並在出發前由「比叡」移乘到「愛宕」，而「時雨」和「白露」則作為供奉艦一同前往江田島。海軍兵學校行幸完結後，於28日返抵神戶，而御召艦由「愛宕」改回「比叡」，並在10月29日觀艦式當日迎接天皇乘艦。當時各艦的編制為御召艦「比叡」，供奉艦「愛宕」、「鳥海」及「足柄」。觀艦式完結後，天皇與「比叡」（御召艦）、「時雨」、「白露」前往橫須賀。
昭和13年（1938年）4月進行近代化改裝，並在翌14年（1939年）10月完工。昭和16年（1941年）10月，取代「摩耶」成為第二艦隊（近藤信竹中將）旗艦。根據中島親孝第二艦隊通信參謀所言，本來打算以「高雄」作為旗艦，但因一些事故而改為「愛宕」。11月29日，從吳出港，12月2日到達台灣馬公。12月4日，「愛宕」帶領「高雄」、戰艦「金剛」、「榛名」出港。此為就日美開戰而進行的配置。

### 東南亞的行動
第二艦隊旗艦（南方部隊本隊旗艦）「愛宕」於12月8日在南方海上迎接開戰。由近藤司令長官作為指揮官的南方部隊本隊，以第四戰隊（愛宕、高雄、摩耶）、第三戰隊第2小隊（金剛、榛名）、第4驅逐隊（嵐、野分、舞風、萩風）、第6驅逐隊第1小隊（響、暁）及第8驅逐隊（大潮、朝潮、満潮、荒潮）各艦組成其戰鬥力。
對於以佔領整個東南亞作為目標的日本軍來說，當時最大的威脅為來自以新加坡作為根據地，隸屬英國東洋艦隊的戰艦「威爾斯親王」號及戰鬥巡洋艦「卻敵」號。該脅威在12月9日的馬來亞海戰中被清除。11日，進入金蘭灣港口，並與馬來亞部隊（旗艦鳥海）匯合。14日，從金蘭灣出港。其後，對馬來亞作戰及蘭印作戦進行支援。
昭和17年（1942年）2月25日，從西里伯斯島史特林灣出港，取道翁拜海峽進入薩武海，後到達印度洋。3月2日下午10時22分，於峇里島南方與重巡洋艦「高雄」同共擊沉了美軍驅逐艦「皮斯伯里」號（USS Pillsbury, DD-227），期間發射了54發20厘米砲彈、15發12.7厘米高角砲砲彈。不過「愛宕」將「皮斯伯里」號誤認為擁有相似艦型的輕巡洋艦「馬布爾黑德」號。而乘組員在戰時日記中記錄為「奧馬哈型輕巡洋艦（オマハ型軽巡洋艦、即奧馬哈級輕巡洋艦）」。3月3日，與重巡「摩耶」、驅逐艦「野分」及「嵐」匯合。4日，「愛宕」、「高雄」、「摩耶」以及第4驅逐隊的「嵐」、「野分」在爪哇島芝拉扎附近向盟軍船團進行攻擊，將油槽船「弗朗科里」號、補給艦「安慶」號及1艘掃海艇擊沉，另外俘獲了2艘屬於荷蘭的貨物船，並將為兩船進行護衛的澳洲小型護航艦「雅拉」號擊沉。3月7日，返回史特林灣。
3月20日，進入加里曼丹島打拉根。23日，進入馬薩克灣。其後途經新加坡，於4月3日到達馬來亞半島西岸的檳城。在錫蘭海海戰中沒有直接與英軍交戰，而在南安達曼群島周邊從事搜索英軍艦隊的任務。4月10日，進入金蘭灣。其後，從開戰以来一直在東南亞東奔西走的「愛宕」被暫時解除了前線任務，返回了日本。
「愛宕」在面對東京灣的橫須賀港下錨。4月18日由美軍轟炸機B-25所執行的杜立德空襲中橫須賀也受到轟炸，不過「愛宕」並沒有成為目標。在杜立德隊離開後，立即出擊搜尋美軍特遣艦隊，不過美軍特遣艦隊早已逃之夭夭。在中途島海戰作為中途島攻略部隊本隊的旗艦參與作戰，而該部隊則由第四戰隊（愛宕、鳥海）、第五戰隊（妙高、羽黑）、第三戰隊（比叡、金剛）、第四水雷戰隊（由良、第2驅逐隊《村雨、五月雨、春雨、夕立》、第9驅逐隊《朝雲、峯雲、夏雲》）、航空母艦「瑞鳳」、驅逐艦「三日月」及3艘油槽船所構成。
途經塞班島後進入中途島近海。6月4日雖受到美軍轟炸機的攻擊但沒有受到任何損害。5日，在收到南雲機動部隊全滅的聯絡後奉命撤退及改變航向。途中，與受到美軍航空攻擊而嚴重損毀的重巡洋艦「最上」、「朝潮」及「荒潮」匯合。6月14日，在經歷十七日的航海後返回吳。

### 所羅門群島的行動
8月上旬﹐美軍在瓜達爾卡納爾島及圖拉吉島登陸，隨即開始了瓜達康納爾島之戰。8月11日，「愛宕」與戰艦「陸奥」共同從桂島錨地出發，前往位於南洋的日本海軍據楚克錨地。雖然於17日成功抵達﹐但油槽船「神國丸」、「日榮丸」受到美軍潛艇的魚雷攻擊而中度損毀。縱使該兩艘船仍然能為艦隊進行供油，不過美軍潜艇的活動開始影響到日本軍的作戰。
8月20日，「愛宕」與第四戰隊、第五戰隊、水上機母艦「千歲」及第四水雷戰隊同共從楚克錨地出擊。其後更與「陸奥」、「村雨」、「五月雨」及「春雨」匯合，參加了8月24日-25日發生的第二次所羅門海戰。期間受到20架美軍艦載機的攻擊，結果「千歳」受損傷而「愛宕」則完好無缺，其後雖然南下並試圖與美軍特遣艦隊進行水上戰鬥，但並沒遇上任何美軍艦隻。不過，「愛宕」卻損失了1架水上偵察機及其3名搭乘員。9月5日，返回楚克錨地。「愛宕」往後繼續在所羅門群島東海面上活動。9月11日，特設水上機母艦「國川丸」艦載機擊落了美軍飛行艇，其8名搭乗員被驅逐艦「村雨」所俘獲。該8名俘虜於黃昏被轉移到「愛宕」上。9月20日返回楚克錨地後將所有俘虜移送到戰艦「大和」（聯合艦隊司令部），不過當中的飛行艇機長（上尉）被處刑。
10月11日﹐與航空母艦「隼鷹」、「飛鷹」、戰艦「金剛」、「榛名」同共從楚克錨地出擊。並對亨德森基地艦砲射擊進行支援。10月20日下午8時航空母艦「飛鷹」發生火災，其後「飛鷹」返回楚克錨地。在這情勢下，「愛宕」在10月26日至27日爆發的南太平洋海戰中，作為前進部隊參與戰鬥。期間成功捕捉美軍航空母艦「大黃蜂」號，為將其擊沉作出貢獻。10月30日，在經過19日的航海結束後返回楚克錨地。
11月9日，聯同第四戰隊、第三戰隊（金剛、榛名）、第十一戰隊（比叡、霧島）、第三水雷戰隊（輕巡洋艦川內、第六驅逐隊、第十五驅逐隊、第十一驅逐隊）及第二航空戰隊（隼鷹）同共出擊，前往瓜達康納爾方面。由於「愛宕」的航海長在轉調後並沒有後繼者到任，為此派遣了戰艦「陸奥」航海長前往「愛宕」，作為臨時航海長執勤。11月12日，在『基於機密聯合艦隊電令作戰，前進部隊內的大部分力量，將於Ｚ減1日進入RXN北方海面。而以十一戰隊作為基幹的部隊則於同時間，對瓜達康納爾島飛行場進行壓制射擊。Ｚ日，在為陸軍的登陸提供間接掩護，以及對南東方面部隊的作戰進行支援同時，尋求好機會捕捉敵方艦隊，並將其殲滅』的這個命令底下，挺身攻擊隊（第十一戰隊、第十戰隊、第十六驅逐隊、第六驅逐隊）內的各隊進行分離。該挺身艦隊在12日-13日與美軍巡洋艦部隊進行交戰期間，戰艦「比叡」沉沒。「愛宕」於13日下午2時與第十戰隊（輕巡洋艦長良）匯合。
於11月14日-15日爆發的第三次所羅門海戰中，近藤信竹中將仍舊座乘於第二艦隊旗艦「愛宕」，並指揮著「高雄」、「霧島」、「朝雲」、「五月雨」、「照月」及第三水雷戰隊與美軍新的鋭戰艦「南達科他」號及「華盛頓」號進行夜間砲雷擊戰。「愛宕」與「高雄」在海戰的尾聲，嘗試向「華盛頓」號進行魚雷攻擊（愛宕單艦就發射了19枚魚雷）但由於九三式氧氣魚雷的信管過敏導致在命中前自爆，結果所有魚雷都沒有擊中目標。其後「愛宕」與「高雄」兩艦向「南達科他」號傾瀉砲彈，當中23枚命中，而戰艦「霧島」亦以35.6厘米砲擊中並破壞了「南達科他」號的第三砲塔，但由於「華盛頓」號的雷達管制射擊，「霧島」受到重創並在最後沉沒。該海戰中「愛宕」艦首的醬油庫被1枚5吋砲彈命中。11月18日，返回楚克錨地。從8月以來一直縱橫於所羅門群島海域的「愛宕」因需進行修理，於12月17日返回吳。
昭和18年（1943年）11月，為了進行布干維爾島逆登陸作戰支援，第二艦隊司令長官栗田健男中將座乘於「愛宕」，並率領著重巡洋艦「高雄」、「摩耶」、「鳥海」、「鈴谷」、「最上」、「筑摩」、輕巡洋艦「能代」及4艘驅逐艦4隻進入拉包爾。5日，在拉包爾停泊期間被美軍特遣艦隊（第38任務部隊）的艦載機攻擊，並被至近彈擊中。結果左舷魚雷發射管室附近舷側出現巨大的破孔，艦長中岡信喜大佐以下共22人死亡、20人重傷。在返回日本修理後，於1944年1月上旬，在驅逐艦「野分」及「舞風」的護衛下再度進入楚克島。2月，為了避開美軍特遣艦隊的攻擊，與聯合艦隊各艦同共移往帛琉。其後，由於美軍特遣艦隊所實施楚克島空襲，整個錨地被毀滅。而帛琉錨地也說不上安全的關係，「愛宕」經由達沃，於4月9日到達琳加錨地。另外，從帛琉出航後隨即發生帛琉大空襲。於琳加，包括「愛宕」在內的各艦在上甲板最前方畫上日之丸。5月14日，移往塔威塔威錨地。其後成為第一機動艦隊前衛部隊（大和、武藏、金剛、榛名、千歳、千代田、能代、島風等）的旗艦。司令長官為栗田健男中將，而參謀長則為小柳富次少將。 
昭和19年（1944年）6月中旬，參加馬里亞納海戰。後於27日返回日本。7月8日，從吳出航前往新加坡。8月2日到達琳加錨地，主要從事訓練。

### 結局
昭和19年（1944年）10月22日，「愛宕」作為栗田健男中將乗座的第二艦隊（第一遊撃部隊、通稱栗田艦隊）旗艦並從汶萊出航，前往雷伊泰島。翌日的10月23日凌晨1時16分，正進行匯合的美軍潜艇「鏢鱸」號（USS Darter, SS-227）及「鰷魚」號（USS Dace, SS-247）藉著雷達發現栗田艦隊。
兩艦開始對栗田艦隊進行跟蹤。凌晨2時30分，「愛宕」探測到潜艇的電波，開始了之字運動。早上6時，栗田艦隊通過巴拉望水道。雖然「愛宕」進行著對潜警戒，但各部署仍舊進行通常的戰鬥訓練。早上6時32分，「鏢鱸」號在距離「愛宕」約900米發射了6枚魚雷當中4枚命中右舷（一號砲塔正下方、艦橋前部、中部魚雷發射管室、五號砲塔付近）。當時「愛宕」電源供應停止，並急速向右傾斜。縱使在左舷進行注水但沒有明顯效果，而右舷亦沒有停止傾斜。其後雖然司令部首先從「愛宕」退艦，但是很可能有並沒有發出總員退艦的命令。栗田中將、小柳參謀長及荒木艦長以下的529名生存者由驅逐艦「岸波」救起，而栗田中將以下第二艦隊司令部的171人則由「朝霜」所救助。「愛宕」於上午6時53分覆轉並沉沒，機關長（輪機長）堂免敬造中佐以下360人戰死。而軍艦旗也沒有降下。
由「岸波」所救起包括栗田在內的生存者移乘到戰艦「大和」，當中部分作為「大和」的補充要員並參與戰鬥。「愛宕」被潜艇的4枚魚雷命中後僅20分鐘就沉沒，原因被認為是日本軍重巡洋艦的特徴為強調縱強度，而令引擎室線縱壁的急速傾斜加快。
此外，潜艇「鏢鱸」號亦以2枚魚雷命中了重巡洋艦「高雄」，到深夜為止「高雄」一直在海上漂流。雖然「鏢鱸」號打算繼續對「高雄」進行攻擊，但因航行上的失誤「鏢鱸」號在10月24日座礁。由於不能進行曳航，在乘員轉移到「鰷魚」號後便將「鏢鱸」號自沉。據說鏢鱸號艦長大衛·H·麥克林托克少校估計日軍會對「鏢鱸」號的殘骸進行調査，於是在艦內艦型識別訓練用的愛宕型模型上貼上一張用英語寫有「這個（模型）與那個（愛宕）是同一艦嗎？」的便條。

## 公試成績
| 狀態   | 排水量   | 功率      | 速度   | 實施日期                  | 試驗地         | 備註 |
| ------ | -------- | --------- | ------ | ------------------------- | -------------- | ---- |
| 新造時 | 12,214噸 | 135,000匹 | 35.2節 | 昭和7年（1932年）2月12日  | 宿毛灣外標柱間 |      |
| 改装後 |          |           | 34.2節 | 昭和14年（1939年）8月30日 | 館山沖標柱間   |      |

## 歴代艦長
※資料為基於《艦長たちの軍艦史》107-109頁，以及《日本海軍史》第9巻・第10巻的「將官履歷」。

### 艤裝員長
1. 佐田健一 大佐：昭和5年(1930年)6月20日 -

### 艦長
1. 佐田健一 大佐：昭和6年(1931年)10月1日 - 1932年12月1日
2. 高橋伊望 大佐：昭和7年(1932年)12月1日 - 1933年11月15日
3. 宮田義一 大佐：昭和8年(1933年)11月15日 - 1934年11月1日
4. 園田滋 大佐：昭和9年(1934年)11月1日 - 1935年11月15日
5. 鈴木田幸造 大佐：昭和10年(1935年)11月15日 - 1936年4月15日
6. 伊藤整一 大佐：昭和11年(1936年)4月15日 - 1936年12月1日
7. 五藤存知 大佐：昭和11年(1936年)12月1日 -
8. 奥本武夫 大佐：昭和12年(1937年)7月12日 -
9. 坂野民部 大佐：昭和12年(1937年)12月1日 -
10. 蓑輪中五 大佐：昭和13年(1938年)8月10日 -
11. 高塚省吾 大佐：昭和13年(1938年)11月15日 -
12. 河野千萬城 大佐：昭和14年(1939年)11月15日 -
13. 小柳富次 大佐：昭和15年(1940年)10月15日 -
14. 伊集院松治 大佐：昭和16年(1941年)8月11日 -
15. 中岡信喜 大佐：昭和17年(1942年)12月1日 - 昭和18年(1943年)11月5日戰死
16. 荒木傳 大佐：昭和18年(1943年)11月15日 -

## 同型艦
- 高雄 - 鳥海 - 摩耶

## 註腳
1. ↑  此外，引擎功率、極速及續航距離則為計劃數值。
2. ↑  #艦艇類別等級表(昭和16年12月31日)p.1『艦艇類別等級表|軍艦|巡洋艦|一等|高雄型|高雄、愛宕、鳥海、摩耶』
3. ↑  Ref.C08050173800「軍艦天城愛宕高雄製造一件(製造取止め)(1)」
4. ↑  #大正9年達3月p.19『達第三十號　軍備補充費ヲ以テ建造ニ着手スヘキ巡洋戦艦二隻及二等巡洋艦一隻ヲ左ノ通命名セラル　大正九年三月二十六日　海軍大臣加藤友三郎｜巡洋戦艦二隻　高雄(タカヲ)、愛宕(アタゴ)｜二等巡洋艦一隻　由良(ユラ)』、p.21『達第三十二號　艦艇類別等級別表巡洋戦艦ノ欄「赤城」ノ次ニ「、高雄、愛宕」ヲ、巡洋艦二等ノ欄「名取」ノ次ニ「、由良」ヲ加フ』
5. ↑  #聯合艦隊軍艦銘銘伝76頁
6. 1 2  #昭和12年12月1日現在艦船要目公表範囲p.4『愛宕|一等巡洋艦|(艦諸元略)|呉工廠|2-4-28|5-6-16|7-3-30|(装備略)』
7. ↑  #昭和十一年海軍特別大演習観艦式神戸市記念誌p.34『囁き交わす歓びの会話の瞬間にゆらめく和泉灘の金波をかき分けて、神戸港の防波堤に近づく「比叡」の英姿、仰ぎみる檣頭高く錦旗は、今ぞはためく、続くは供奉艦の「時雨」「白露」その時突如海面をどよもす二十一発の皇禮砲は「鳥海」「愛宕」「足柄」の各艦から発せられ…』
8. ↑  #昭和十一年海軍特別大演習観艦式神戸市記念誌p.36『かくて八時御召艦「愛宕」は抜錨、供奉の駆逐艦「白露」「時雨」を従へ、第一航路関門を経て御出講、この時連合艦隊旗艦「長門」が放つ皇禮砲第一発に続いて、各戦隊毎に二十一発の皇禮砲を発し…』
9. ↑  #昭和十一年海軍特別大演習観艦式神戸市記念誌pp.39-45
10. ↑  #昭和11年特別大演習観艦式賜饌艦設備に関する件 訓令中改正の件(1)p.8,13『午後2時40分、御召艦横須賀ニ向ケ出港ス。駆逐艦時雨、白露ハ賜饌後御召艦附近ニ待機シ御召艦出港ノ際供奉ス』
11. ↑  #聯合艦隊作戦室18頁
12. ↑  #愛宕奮戦記33頁
13. ↑  #愛宕奮戦記36頁
14. ↑  #愛宕奮戦記38頁、#聯合艦隊作戦室26頁
15. ↑  #戦史叢書26海軍進攻作戦付表第一『南方作戦関係主要職員表　昭和十六年十二月八日』
16. ↑  #聯合艦隊作戦室29頁
17. ↑  #愛宕奮戦記46-47頁
18. ↑  #愛宕奮戦記50頁
19. ↑  #愛宕奮戦記53頁
20. ↑  #戦史叢書26海軍進攻作戦511頁『南方部隊本隊、ジャワ南方敵艦船を撃滅』
21. ↑  #愛宕奮戦記55頁
22. ↑  「昭和17年3月～　軍艦愛宕戦闘詳報(1)」p.13、#愛宕奮戦記61頁
23. ↑  「昭和17年3月～　軍艦愛宕戦闘詳報(1)」pp.12、#聯合艦隊作戦室43頁
24. ↑  #愛宕奮戦記60頁
25. ↑  #愛宕奮戦記62頁
26. ↑  #愛宕奮戦記62-64頁「獲物の当り日、七隻を撃沉拿捕す」
27. ↑  #愛宕奮戦記66頁
28. ↑  #愛宕奮戦記71頁
29. ↑  #愛宕奮戦記75頁
30. ↑  #愛宕奮戦記78頁、#聯合艦隊作戦室45頁
31. ↑  #愛宕奮戦記83頁、#聯合艦隊作戦室46頁
32. ↑  「昭和17年3月～　軍艦愛宕戦闘詳報(2)」p.1、#聯合艦隊作戦室46頁
33. ↑  #ミッドウエー海戦日誌(1)pp.4-5『別表第二　MI作戦部隊兵力部署』
34. ↑  「昭和17年3月～　軍艦愛宕戦闘詳報(2)」pp.3
35. ↑  「昭和17年3月～　軍艦愛宕戦闘詳報(2)」pp.5
36. ↑  #愛宕奮戦記92頁
37. ↑  #愛宕奮戦記96頁
38. ↑  #愛宕奮戦記114頁
39. ↑  #愛宕奮戦記118頁
40. ↑  #愛宕奮戦記119頁
41. ↑  #愛宕奮戦記123頁
42. ↑  「昭和17年3月～　軍艦愛宕戦闘詳報(2)」pp.8
43. ↑  「昭和17年3月～　軍艦愛宕戦闘詳報(2)」pp.9
44. ↑  #海軍操舵員よもやま話40頁
45. ↑  #愛宕奮戦記150頁
46. ↑  #海軍操舵員よもやま話41頁
47. ↑  #海軍操舵員よもやま話42頁
48. ↑  #海軍操舵員よもやま話59頁『大和魂とヤンキー魂』
49. ↑  #愛宕奮戦記186頁
50. ↑  #愛宕奮戦記201,207頁
51. ↑  「昭和17年3月～　軍艦愛宕戦闘詳報(2)」p.17
52. ↑  「昭和17年3月～　軍艦愛宕戦闘詳報(2)」pp.18、#愛宕奮戦記213頁
53. ↑  #愛宕奮戦記217頁
54. ↑  #愛宕奮戦記227頁
55. ↑  #愛宕奮戦記229頁
56. ↑  #愛宕奮戦記232頁
57. ↑  #愛宕奮戦記233-234頁
58. ↑  #愛宕奮戦記236頁
59. ↑  #愛宕奮戦記250頁
60. ↑  「昭和17年3月～　軍艦愛宕戦闘詳報(2)」pp.22
61. ↑  #愛宕奮戦記249頁
62. ↑  #愛宕奮戦記255頁
63. ↑  #大和いまだ沈まず66頁
64. ↑  「昭和18年12月1日～昭和19年8月31日　軍艦愛宕戦時日誌(1)」pp.18-19
65. ↑  「昭和18年12月1日～昭和19年8月31日　軍艦愛宕戦時日誌(1)」pp.37
66. ↑  「昭和18年12月1日～昭和19年8月31日　軍艦愛宕戦時日誌(2)」pp.22
67. ↑  #大和いまだ沈まず79頁
68. ↑  「昭和18年12月1日～昭和19年8月31日　軍艦愛宕戦時日誌(2)」pp.42
69. ↑  「昭和18年12月1日～昭和19年8月31日　軍艦愛宕戦時日誌(3)」p.8、#大和いまだ沈まず91頁
70. ↑  「昭和17年3月～　軍艦愛宕戦闘詳報(3)」pp.22
71. ↑  「昭和17年3月～　軍艦愛宕戦闘詳報(3)」pp.38
72. ↑  ソルバーグ『決断と異議』109-110頁
73. ↑  「昭和19年10月23日　軍艦愛宕戦闘詳報並に戦訓所見」pp.33
74. ↑  #大和いまだ沈まず96頁、#下士官たちの戦艦大和9,16,97頁
75. ↑  「昭和19年10月23日　軍艦愛宕戦闘詳報並に戦訓所見」p.7
76. ↑  ソルバーグ『決断と異議』140頁
77. ↑  「昭和19年10月23日　軍艦愛宕戦闘詳報並に戦訓所見」pp.4,8,14
78. ↑  「昭和19年10月23日　軍艦愛宕戦闘詳報並に戦訓所見」pp.37,40
79. ↑  「昭和19年10月23日　軍艦愛宕戦闘詳報並に戦訓所見」pp.9-10
80. ↑  #下士官たちの戦艦大和44頁
81. ↑  #下士官たちの戦艦大和87-91頁
82. ↑  「昭和19年10月23日　軍艦愛宕戦闘詳報並に戦訓所見」p.5
83. ↑  #下士官たちの戦艦大和99頁。荻原力三（飛行科上整曹）談。
84. ↑  『写真集・日本の重巡』176頁
85. ↑  「昭和19年10月23日　軍艦愛宕戦闘詳報並に戦訓所見」pp.36
86. ↑  ソルバーグ『決断と異議』147頁

## 關聯項目
- 大日本帝国海軍艦艇一覽
- 愛宕型護衛艦